# Typklassifikation (Von-Neumann-Algebra)
Die hier vorgestellte Typklassifikation teilt die in der Mathematik untersuchten Von-Neumann-Algebren in Klassen ein, die man Typ nennt. Diese auf Francis J. Murray und John von Neumann zurückgehende Klassifizierung beruht auf einer Analyse der Struktur der in einer Von-Neumann-Algebra enthaltenen Orthogonalprojektionen. Während beliebige Von-Neumann-Algebren Bestandteile unterschiedlicher Typen haben können, ist ein Faktor immer von genau einem Typ. Daher spielen diese Begriffsbildungen bei der Untersuchung der Faktoren eine wichtige Rolle.

## Motivation
Die Grundidee besteht darin, Projektionen einer Von-Neumann-Algebra {\displaystyle A\subset L(H)} auf einem Hilbertraum {\displaystyle H} der Größe nach zu vergleichen. 
Ist {\displaystyle e\in A} eine solche Projektion (mit Projektion ist hier immer eine Orthogonalprojektion gemeint), so gehört dazu der projizierte Raum {\displaystyle e(H)} und umgekehrt gibt es zu jedem abgeschlossenen Unterraum in {\displaystyle H} genau eine Projektion auf diesen Unterraum. 
Es liegt daher nahe, die Mengen {\displaystyle e(H)} zum Größenvergleich heranzuziehen. Gilt {\displaystyle e(H)\subset f(H)} für zwei Projektionen {\displaystyle e} und {\displaystyle f}, so wird man {\displaystyle f} als die größere bezeichnen wollen. 
Wie bei allgemeinen Mengen kann es vorkommen, dass zwei Projektionen auf diese Weise nicht direkt miteinander vergleichbar sind, da zwischen den projizierten Räumen keine Inklusionsbeziehung besteht. 
Bei zwei Mengen kann man Vergleichbarkeit dadurch herstellen, dass man eine der Mengen bijektiv auf eine Teilmenge der anderen abbildet.
Verfolgt man diese Analogie zwischen Mengen und Projektionen weiter, und diese Sichtweise erweist sich als sehr fruchtbar, so kommt man zwanglos zur folgenden Begriffsbildung:
Definition: Zwei Projektionen {\displaystyle e,f\in A} heißen äquivalent, in Zeichen {\displaystyle e\,\sim \,f}, wenn es ein  {\displaystyle u\in A} mit {\displaystyle e=u^{*}u} und {\displaystyle f=uu^{*}} gibt, ein solches {\displaystyle u} ist dann eine partielle Isometrie. 
Man sagt, {\displaystyle e} sei schwächer als {\displaystyle f}, in Zeichen {\displaystyle e\preceq f}, falls es eine Projektion {\displaystyle e_{0}\in A} gibt mit {\displaystyle e\,\sim \,e_{0}} und {\displaystyle e_{0}(H)\subset f(H)}.
Äquivalenz und Vergleichbarkeit hängen von der Von-Neumann-Algebra {\displaystyle A} ab, denn es wird verlangt, dass die partielle Isometrie obiger Definition ebenfalls in {\displaystyle A} liegt. In einer kommutativen Von-Neumann-Algebra {\displaystyle A\subset L(H)} sind äquivalente Projektionen gleich (denn aus {\displaystyle e=u^{*}u} und {\displaystyle f=uu^{*}} folgt wegen der Kommutativität {\displaystyle e=f}), in der größeren Von-Neumann-Algebra {\displaystyle L(H)} ist das nicht der Fall.
Man kann zeigen, dass {\displaystyle \sim } eine Äquivalenzrelation ist und {\displaystyle \preceq } eine partielle Ordnung auf der Menge der Äquivalenzklassen induziert. Insbesondere gilt also {\displaystyle e\,\sim \,f}, falls {\displaystyle e\preceq f} und {\displaystyle f\preceq e}, was der schwierigere Teil des Beweises ist.

## Projektionen in Von-Neumann-Algebren
Projektionen in einer Von-Neumann-Algebra können eine Reihe von Eigenschaften haben:
- Eine Projektion heißt zentral, wenn sie im Zentrum {\displaystyle A\cap A'} von {\displaystyle A} liegt. Hier bezeichnet {\displaystyle A'} die Kommutante von {\displaystyle A}.
- Eine von 0 verschiedene Projektion {\displaystyle e\in A} heißt minimal, wenn für jede Projektion {\displaystyle f\in A} mit {\displaystyle f(H)\subset e(H)} entweder {\displaystyle f=0} oder {\displaystyle f=e} gilt.
- Eine Projektion {\displaystyle e\in A} heißt endlich, wenn für jede Projektion {\displaystyle f\in A} mit {\displaystyle e\,\sim \,f} und {\displaystyle f(H)\subset e(H)} bereits {\displaystyle e\,=\,f} folgt. Man beachte die Analogie zur Mengenlehre: Eine Menge ist genau dann endlich, wenn sie nicht zu einer echten Teilmenge gleichmächtig ist. Minimale Projektionen sind endlich und diese entsprechen in der Analogie zur Mengenlehre den einelementigen Mengen.
- Nicht-endliche Projektionen heißen unendlich. Eine Projektion {\displaystyle e\in A} heißt echt unendlich, wenn für jede zentrale Projektion {\displaystyle c\in A} entweder {\displaystyle ce=0} oder {\displaystyle ce} unendlich ist.
- Eine Projektion {\displaystyle e\in A} heißt rein unendlich, wenn für jede endliche Projektion {\displaystyle f\in A} mit {\displaystyle f(H)\subset e(H)} bereits {\displaystyle f=0} folgt. Rein unendliche Projektionen sind echt unendlich.
- Eine Projektion {\displaystyle e\in A} heißt abelsch, falls {\displaystyle eAe} eine abelsche Von-Neumann-Algebra auf {\displaystyle e(H)} ist. Dazu beachte man, dass mit {\displaystyle eAe} üblicherweise die Algebra aller Operatoren {\displaystyle ea|_{e(H)}:e(H)\rightarrow e(H)}, {\displaystyle a\in A},  bezeichnet wird, was stets wieder eine Von-Neumann-Algebra ist. Abelsche Projektionen sind endlich.
- Zu jeder Projektion {\displaystyle e\in A} gibt es eine kleinste zentrale Projektion {\displaystyle p\in A} mit {\displaystyle e=ep}, das heißt für jede andere zentrale Projektion {\displaystyle q\in A} mit {\displaystyle e=eq} gilt {\displaystyle p(H)\subset q(H)}.  Diese Projektion {\displaystyle p} heißt zentraler Träger von {\displaystyle e} und wird mit {\displaystyle C_{e}} bezeichnet.

Entsprechend heißt eine Von-Neumann-Algebra endlich, unendlich, echt unendlich, bzw. rein unendlich, wenn diese Eigenschaften auf das Einselement {\displaystyle 1={\mbox{id}}_{H}\in A} zutreffen. Dieselbe Beziehung gilt offenbar für die Eigenschaft abelsch: Eine Von-Neumann-Algebra ist genau dann abelsch (das heißt kommutativ), wenn {\displaystyle 1\in A} eine abelsche Projektion ist.

## Vergleichbarkeitssatz
Zwei beliebige Projektionen müssen nicht vergleichbar sein. Man kann die Von-Neumann-Algebra aber in eine direkte Summe von drei Von-Neumann-Algebren zerlegen, so dass in jedem Summanden Vergleichbarkeit vorliegt. Es gilt der folgende Satz:
Vergleichbarkeitssatz: Es seien {\displaystyle e,f\in A} Projektionen in der Von-Neumann-Algebra {\displaystyle A}. Dann gibt es eindeutig bestimmte, paarweise orthogonale, zentrale Projektionen {\displaystyle p_{0},p_{1},p_{2}\in A} mit {\displaystyle p_{0}+p_{1}+p_{2}=1}, so dass Folgendes gilt:
- {\displaystyle p_{0}e\,\sim \,p_{0}f}.
- Ist {\displaystyle r\in A} eine zentrale Projektion mit {\displaystyle \{0\}\not =r(H)\subset p_{1}(H)}, so gilt {\displaystyle re\prec rf}.
- Ist {\displaystyle r\in A} eine zentrale Projektion mit {\displaystyle \{0\}\not =r(H)\subset p_{2}(H)}, so gilt {\displaystyle rf\prec re}.

Dabei steht {\displaystyle \prec } abkürzend für "{\displaystyle \preceq }, und {\displaystyle \not \sim }" und zwei Projektionen heißen orthogonal (zueinander), wenn ihr Produkt 0 ist.

## Typ I, Typ II, Typ III
- Eine Von-Neumann-Algebra {\displaystyle A} heißt vom Typ I (lies: Typ eins), wenn es eine abelsche Projektion {\displaystyle e\in A} mit {\displaystyle C_{e}=1} gibt.
- {\displaystyle A} heißt genauer vom Typ In, wobei {\displaystyle n\in \mathbb {N} \cup \{\infty \}}, falls {\displaystyle A} vom Typ I ist und {\displaystyle 1\in A} die Summe von {\displaystyle n} paarweise äquivalenten abelschen Projektionen ist.

- Eine Von-Neumann-Algebra {\displaystyle A\not =\{0\}} heißt vom Typ II, wenn sie keine von 0 verschiedenen abelschen Projektionen besitzt, aber eine endliche Projektion {\displaystyle e\in A} mit {\displaystyle C_{e}=1}.
- Eine Von-Neumann-Algebra {\displaystyle A} vom Typ II heißt vom Typ II1, wenn {\displaystyle 1\in A} eine endliche Projektion ist.
- Eine Von-Neumann-Algebra {\displaystyle A} vom Typ II heißt vom Typ II∞, wenn {\displaystyle 1\in A} eine echt unendliche Projektion ist.

- Eine Von-Neumann-Algebra {\displaystyle A\not =\{0\}} heißt vom Typ III, wenn sie keine von 0 verschiedenen endlichen Projektionen besitzt.

Die Bedingungen für obige Typ-Einteilung sind so angelegt, dass eine Von-Neumann-Algebra höchstens von einem Typ sein kann, es gibt aber Von-Neumann-Algebren, die von keinem Typ im obigen Sinne sind. Der folgende Satz zeigt, dass man jede Von-Neumann-Algebra eindeutig in eine direkte Summe zerlegen kann, so dass alle Summanden einen Typ haben:
Satz von der Typzerlegung: Sei {\displaystyle A} eine Von-Neumann-Algebra. Dann gibt es eindeutig bestimmte, paarweise orthogonale, zentrale Projektionen {\displaystyle p_{n},n\in \mathbb {N} \cup \{\infty \}}, {\displaystyle p_{c_{1}}}, {\displaystyle p_{c_{\infty }}} und {\displaystyle q_{\infty }} mit Summe 1, so dass gilt:
- {\displaystyle Ap_{n}\,=\,p_{n}Ap_{n}} ist vom Typ In oder 0.
- {\displaystyle Ap_{c_{1}}=p_{c_{1}}Ap_{c_{1}}} ist vom Typ II1 oder 0.
- {\displaystyle Ap_{c_{\infty }}=p_{c_{\infty }}Ap_{c_{\infty }}} ist vom Typ II∞ oder 0.
- {\displaystyle Aq_{\infty }=q_{\infty }Aq_{\infty }} ist vom Typ III oder 0.

Es ist {\displaystyle A=Ap_{1}\oplus \ldots \oplus Ap_{\infty }\oplus Ap_{c_{1}}\oplus Ap_{c_{\infty }}\oplus Aq_{\infty }} eine direkte Summe von Von-Neumann-Algebren.
Viele dieser Projektionen können natürlich 0 sein, {\displaystyle A} hat dann keinen entsprechenden Typ-Anteil. 
{\displaystyle L(\ell ^{2})} ist eine Von-Neumann-Algebra vom Typ I∞. 
Von-Neumann-Algebren {\displaystyle A} vom Typ I werden manchmal diskret genannt, da sie eine direkte Summe {\displaystyle A=Ap_{1}\oplus \ldots \oplus Ap_{\infty }} sind; der Summationsindex durchläuft dabei eine diskrete Menge.
Beispiele für Von-Neumann-Algebren vom Typ II oder III sind aufwändiger, sie können unter anderem durch geeignete Gruppenkonstruktionen gewonnen werden oder als Faktoren, die durch Darstellungen von UHF-Algebren, speziell der CAR-Algebra, erzeugt werden. Im Artikel zu den W*-dynamischen Systemen wird eine maßtheoretische Konstruktion von Typ II und Typ III Von-Neumann-Algebren vorgestellt.
Von-Neumann-Algebren vom Typ II heißen auch stetig. Daher wurden in obigem Satz die Bezeichnungen {\displaystyle p_{c_{1}}} und {\displaystyle p_{c_{\infty }}} gewählt (c steht für continuous). Bei manchen Autoren gelten auch Typ III Algebren als stetig. Typ III Algebren sind rein unendlich.
Eine Von-Neumann-Algebra ohne Typ III Anteil (das heißt {\displaystyle q_{\infty }=0} in obigem Satz) heißt semiendlich.
Im Artikel Tensorprodukt für Von-Neumann-Algebren wird erläutert, wie sich die hier vorgestellte Typklassifizierung bei der Bildung von Tensorprodukten verhält.

## Faktoren, Dimensionsfunktion
Da ein Faktor außer 0 und 1 keine weiteren zentralen Projektionen enthält, hat ein Faktor immer genau einen wohlbestimmten Typ. 
Typ III Faktoren lassen sich weiter klassifizieren; zu jedem {\displaystyle \lambda \in [0,1]} kann man nach der auf Alain Connes zurückgehenden Connes-Klassifikation Typ IIIλ Faktoren definieren, auf die hier nicht weiter eingegangen wird. 
Zu jedem Typ gibt es Faktoren, sogar auf separablen Hilberträumen.
Aus dem Vergleichbarkeitssatz folgt sofort, dass in einem Faktor je zwei Projektionen bzgl. {\displaystyle \preceq } vergleichbar sind. 
Die minimalen Projektionen fallen mit den abelschen Projektionen zusammen.
Betrachtet man nur Faktoren {\displaystyle A} auf separablen Hilberträumen und ist {\displaystyle {\mathcal {P}}(A)} die Menge der  Projektionen in {\displaystyle A}, so kann man die Typen über die Ordnungsstruktur von  {\displaystyle {\mathcal {P}}(A)/\sim } beschreiben. Es gilt folgender Satz:
Satz (Dimensionsfunktion): Ist {\displaystyle A} ein Faktor auf einem separablen Hilbertraum, so gibt es eine Funktion {\displaystyle D:{\mathcal {P}}(A)\rightarrow [0,\infty ]} mit folgenden Eigenschaften:
- Für {\displaystyle e,f\in {\mathcal {P}}(A)} gilt {\displaystyle e\sim f\Leftrightarrow D(e)=D(f)}
- Für {\displaystyle e,f\in {\mathcal {P}}(A)} gilt {\displaystyle e\preceq f\Leftrightarrow D(e)\leq D(f)}
- Für zwei zueinander orthogonale Projektionen {\displaystyle e,f\in {\mathcal {P}}(A)} gilt {\displaystyle D(e+f)\,=\,D(e)+D(f)}.
- Für {\displaystyle e\in {\mathcal {P}}(A)} gilt: {\displaystyle e} endlich {\displaystyle \Leftrightarrow D(e)<\infty }.

Die Funktion {\displaystyle D} ist bis auf einen konstanten Faktor eindeutig bestimmt und heißt Dimensionsfunktion. Das Bild {\displaystyle D({\mathcal {P}}(A))} ist bis auf einen Skalierungsfaktor eine der folgenden Mengen:
- {\displaystyle \{0,1,\ldots n\}} für ein {\displaystyle n\in N}; {\displaystyle A} ist dann vom Typ In.
- {\displaystyle \{0,1,\ldots \}\cup \{\infty \}}; {\displaystyle A} ist dann vom Typ I∞.
- {\displaystyle [0,\,1]}; {\displaystyle A} ist dann vom Typ II1.
- {\displaystyle [0,\infty ]}; {\displaystyle A} ist dann vom Typ II∞.
- {\displaystyle \{0,\infty \}}; {\displaystyle A} ist dann vom Typ III.

Für den Typ I∞ Faktor {\displaystyle A=L(\ell ^{2})} erhält man bei der angegebenen Skalierung {\displaystyle D(e)={\mbox{dim}}\,e(\ell ^{2})} für alle {\displaystyle e\in {\mathcal {P}}(A)}. Das erklärt den Namen Dimensionsfunktion.
Man beachte, dass {\displaystyle D} eine ordnungstreue Bijektion {\displaystyle ({\mathcal {P}}(A)/\sim )\rightarrow D({\mathcal {P}}(A))} induziert. Der Typ eines Faktors ist daher nach obigem Satz durch die Ordnungsstruktur von {\displaystyle {\mathcal {P}}(A)/\sim } festgelegt.